# Bartosz Slisz
Bartosz Slisz, född 29 mars 1999 i Rybnik, är en polsk fotbollsspelare som spelar för Atlanta United och Polens herrlandslag i fotboll, där han är med i truppen vid fotbolls-EM 2024.